# Bloqueio do Telegram no Brasil

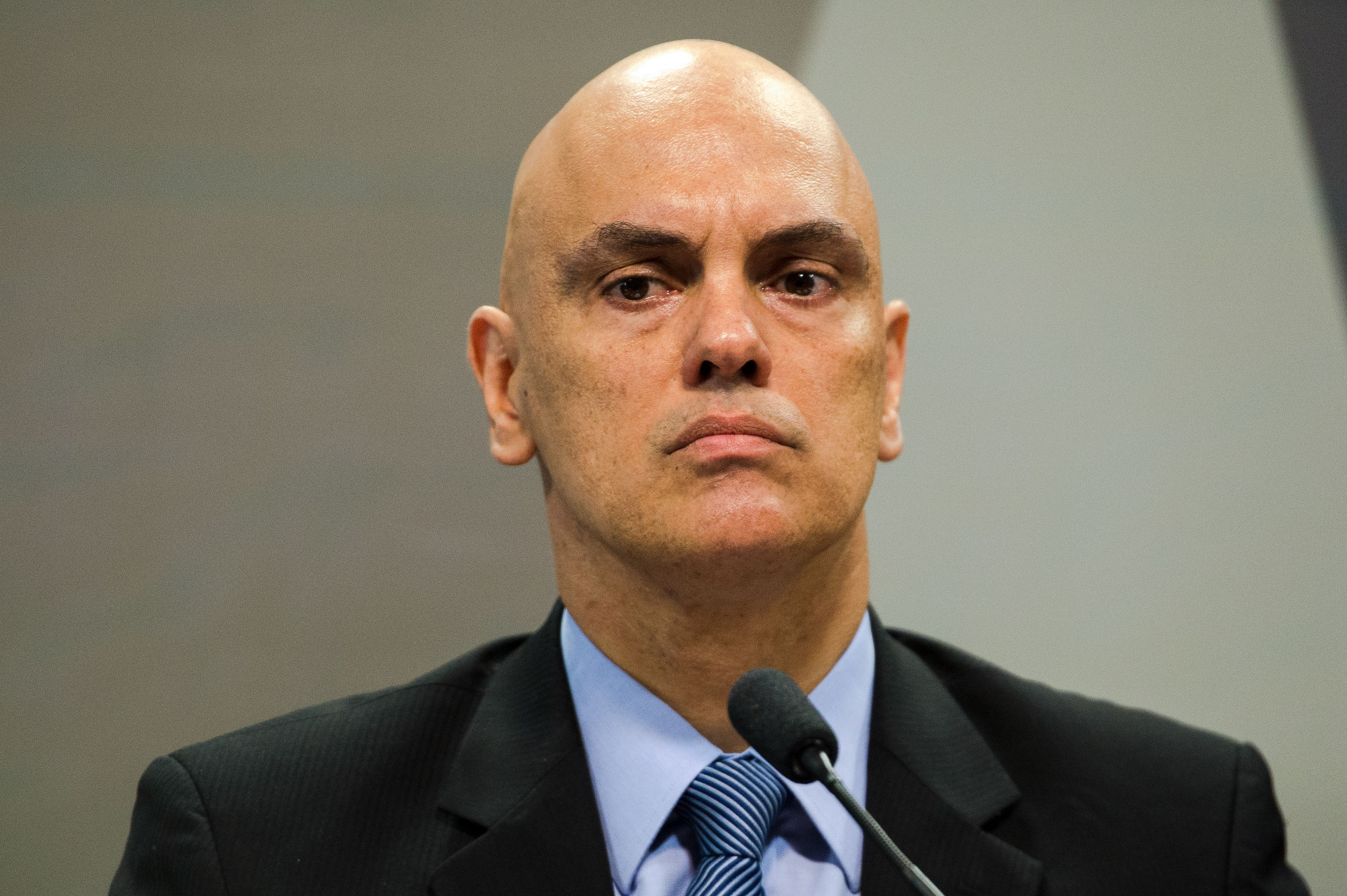
Alexandre de Moraes, responsável pela ordem de bloqueio ao Telegram no Brasil.

Em 18 de março de 2022, o ministro do Supremo Tribunal Federal Alexandre de Moraes determinou em decisão monocrática o bloqueio do Telegram no Brasil. Discussões sobre a suspensão do Telegram ocorriam desde janeiro. No dia 20 de março de 2022, Alexandre de Moraes revogou a sua decisão de bloquear o aplicativo.
O Telegram, utilizado por 60% dos celulares no Brasil, ganhou destaque nos últimos anos, especialmente entre bolsonaristas, após posts de Bolsonaro serem removidos do Facebook e Twitter por desinformação sobre a pandemia de Covid-19. Essa popularidade gerou preocupações sobre o uso do app para disseminação de fake news nas eleições de 2022, semelhante ao ocorrido no WhatsApp em 2018. Também houve temores no TSE sobre possíveis ataques hackers russos, levando a investigações relacionadas a uma viagem de Carlos Bolsonaro à Rússia.
Em 2023, o aplicativo foi novamente bloqueado no Brasil, gerando repercussão internacional. A medida ocorreu após o aplicativo não cooperar integralmente com investigações sobre grupos neonazistas relacionados a um ataque a escolas em Aracruz, no Espírito Santo que deixou quatro mortos. Apesar de fornecer parte dos dados solicitados pela Polícia Federal, o Telegram não entregou números de telefone, levando à suspensão do app em 26 de abril por ordem judicial, além da aplicação de uma multa diária de 1 milhão de reais. O juiz Wellington Lopes destacou a falta de cooperação da empresa em questões de alto interesse social. Mesmo após o bloqueio, políticos, partidos e veículos de mídia continuaram utilizando seus canais na plataforma. Em 29 de abril, o bloqueio foi suspenso pelo juiz Flávio Lucas, que considerou a medida desproporcional por impactar milhões de usuários, mas manteve a multa.
O Telegram afirmou ter enviado as informações solicitadas no prazo, justificando atrasos devido à exclusão do primeiro pedido oficial. A Senacon reconheceu o erro, mas criticou o histórico de não cooperação do aplicativo e a ausência de representação no Brasil, o que dificulta o contato com as autoridades.

## Contexto
O aplicativo Telegram já era usado por órgãos oficiais do governo brasileiro e consta em 60% dos celulares no país, comparado com 99% do Whatsapp. Porém, houve uma expansão significativa em seu uso no governo durante os últimos dois anos. Ele se tornou popular entre os bolsonaristas após vários posts de Bolsonaro serem apagados do Facebook e do Twitter por promover informações falsas sobre a Covid-19 e remédios sem comprovação científica.
Por isso, existia o medo de acontecer no Telegram nas eleições presidenciais de 2022 a mesma onda de desinformação que aconteceu com o Whatsapp nas eleições de 2018. Também há temor no TSE que a Rússia possa realizar ataques hacker durante as eleições, como aconteceu com o Brexit ou nas eleições americanas em 2016 e 2020. Por isso, Moraes ordenou em inquérito que a viagem Carlos Bolsonaro para a Rússia em fevereiro seja explicada.
Em outubro de 2022, o TSE absolveu Bolsonaro, mas ficou entendido que o uso de mensagens em massa contendo fake news é crime. Outro projeto é o da lei contra as fake news, que visa aumentar a transparência das big techs no Brasil e sofre resistência de empresas como Amazon, Google e Facebook, também atinge o Telegram. Bolsonaro se pronunciou dizendo que vai vetar trechos do PL.
Outra empresa que não cumpriu as determinações do STF é o WhatsApp, que já foi bloqueado no país em 2015 e 2016. A legalidade do Marco Civil da Internet foi questionada por causa dos bloqueios, e Alexandre de Moraes paralizou o processo para estudar melhor o caso.

## Documento
O documento (Pet 9.935/DF) possui 18 páginas, e apenas o nome do relator não é confidencial (ministro Alexandre de Moraes). Ele é baseado nos artigos 19 e 21 da Lei 12.965/14 (Marco Civil da Internet).
O Telegram já recebeu sanções de 11 países diferentes. A Alemanha processou a empresa duas vezes por passar a considerá-la como uma rede social, portanto ela precisaria apagar o conteúdo ilegal em 24 horas. O Telegram ignorou as ordens. A a Security and Exchange Comission dos Estados Unidos pediu uma limiar em 2009 por ofertar ilegalmente uma moeda virtual conhecida como Grams. Dos 1.7 bilhão de dólares usados para comprar a moeda, 1 bilhão vieram de apenas 39 norte-americanos. Em 2018, a Apple removeu o Telegram da Apple Store por causa do compartilhamento de pornografia infantil na plataforma. Um dia depois, o aplicativo estava de volta a loja. Em 2020, a Corte de Nova Iorque suspendeu a emissão de Grams e o Telegram e a subsidiária TOM Issuer tiveram que pagar 1,2 bilhão de dólares para os investidores iniciais e uma multa de 18,5 milhões de dólares para encargos da Comissão. A empresa fez um acordo onde não pode violar disposições legais novamente.
A Polícia Federal argumenta que a empresa não respondeu quando o STF pediu para retirar os canais ligados a Allan dos Santos do ar e que ela é notoriamente conhecida por não cooperar com com autoridades judiciais e policiais de diversos países. Além disso, Allan dos Santos estava tentando ser remunerado por bitcoin na plataforma por meio de doações. A empresa ignorou as tentativas de contato. 
"O desprezo à Justiça e a falta total de cooperação da plataforma TELEGRAM com os órgãos judiciais é fato que desrespeita a soberania de diversos países, não sendo circunstância que se verifica exclusivamente no Brasil e vem permitindo que essa plataforma venha sendo reiteradamente utilizada para a prática de inúmeras infrações penais."
O órgão da Polícia Federal, Repressão a Crimes Cibernéticos, afirma que o Telegram está crescendo em usuários no país. O Serviço de Repressão a Crimes de Ódio e Pornografia Infantil (SERCOPI) afirma que o Telegram é o aplicativo mais usado para baixar e disseminar arquivos de abuso infantil e que a empresa não fornece dados dos infratores.
Em 13 de março de 2022, o Fantástico publicou uma matéria mostrando que o aplicativo é usado para estelionato, propaganda neonazista e venda de dinheiro e certificações de vacina de Covid-19 falsas.
Entre as omissões do Telegram, estão:
| Data                    | Inquérito                          | Pedido | Resultado |
| ----------------------- | ---------------------------------- | --- | --- |
| 12 de agosto de 2021    | 4.781/DF                           | Exclusão das publicações disponíveis no link https://t.me/jairbolsonarobrasil/2030, com a preservação do material no STF | Ignorado |
| 16 de dezembro de 2021  |                                    | Roberto Barroso enviou ofício a Pavel Durov pedindo uma reunião para discutir formas de cooperação para o combate à desinformação | Ignorado |
| 13 de janeiro de 2022   |                                    | Exclusão de três perfis de Allan dos Santos (@allandossantos; @artigo220 e @tercalivre), indicando dados de criação, suspendesse e repassasse a monetização e indicasse os ganhos em 20 dias | Bloqueio realizado com atraso no dia 26 de fevereiro de 2022, sem entrega dos dados, após intimação de multa de $100 mil por dia por perfil não bloqueado |
| 17 de fevereiro de 2022 | 4.781/DF                           | Bloqueio, fornecimento de dados cadastrais e preservação do conteúdo do canal https://t.me/claudiolessajornalista | Ignorado |
| 8 de março de 2022      | Pet 9.935/DF (o próprio documento) | Bloqueio da conta @allandossantos, com repasse de dados da conta, supenção e repasse da monetização, com indicação dos ganhos, suspensão e repasse de informações de contas novas de Allan dos Santos, a criação de um mecanismo para evitar que Allan crie novas contas e informar sobre providências indicadas no combate às notícias falsas em 48 horas | Ignorado |

As empresas intimadas são:
| Serviço                                                      | Empresas                                                           | Intimação |
| ------------------------------------------------------------ | ------------------------------------------------------------------ | --- |
| Lojas de aplicativos                                         | Apple e Google                                                     | Retirada imediata do Telegram das lojas e inserção de obstáculos tecnológicos para impedir que os usuários não possam usar o aplicativo |
| Administração de acesso a serviços de backbone               |                                                                    | Inserção de obstáculos tecnológicos para impedir que os usuários não possam usar o aplicativo                                           |
| Provedoras de serviço de internet                            | Algar Telecom, Oi, Sky, Live, Tim, Vivo, NET, Virtua, GVT e outras | Inserção de obstáculos tecnológicos para impedir que os usuários não possam usar o aplicativo                                           |
| Provedoras de serviço móvel virtual e telefone fixo comutado |                                                                    | Inserção de obstáculos tecnológicos para impedir que os usuários não possam usar o aplicativo                                           |

O Telegram deve indicar o seu representante no Brasil e adotar todos os pedidos feitos em relação ao Allan dos Santos. Além disso, prevendo futuros descumprimentos, o Telegram foi bloqueado no país. As lojas online devem retirar o aplicativo e inviabilizem a utilização do mesmo pelos usuários. A invibialização também deve ser feita pelas empresas de serviço e acesso ao backbone, provedoras de internet e companhias de serviços telefônicos. A multa original era de R$ 100 mil por dia por perfil não bloqueado, mas foi aumentada para R$ 500 mil por dia. A multa para pessoas físicas ou jurídicas que burlarem o bloqueio é de R$ 100 mil por dia. Wilson Diniz Weillich da Anatel foi intimado a cumprir as ordens em 24 horas.

## Decisão
Em dezembro de 2021, Roberto Barroso enviou um ofício para a sede da empresa em Dubai, que foi devolvido por não encontrar o destinatário. No dia 25 de fevereiro, Alexandre de Moraes já havia ameaçado bloquear o aplicativo por 24 horas com suspensão de até 48 horas pelo não bloqueio de três perfis de Allan dos Santos. O Telegram bloqueou os canais com atraso. No dia 7 de março, a Justiça Federal de São Paulo havia atendido a um pedido do Ministério Público Federal para a plataforma pedindo cooperação internacional. Um dia depois, durante a sua posse da presidência do TSE, Edson Fachin disse que ainda havia chance de diálogo, mas que o conflito poderia aumentar. No dia 9 de março, Fachin enviou outro documento para a empresa Araripe & Associados (RJ), que representa o Telegram no país há sete anos, mas foi ignorado. Mesmo que a Araripe & Associados represente o Telegram, a empresa não possui representante comercial no Brasil. O objetivo era firmar um acordo de cooperação para a contenção de fake news e mensagens criminosas. O mesmo acordo já havia sido firmado com empresas como Facebook, Instagram, Whatsapp e Google. A decisão de Moraes não foi comunicada ao TSE e ao STF, mas ela já era esperada. O processo do bloqueio era sigiloso, mas no dia 17 de março trechos foram vazados pelo perfil @Edvan_TI no Twitter. Alexandre de Moraes abriu um inquérito no dia 18 de março para investigar o vazamento.
No dia 18 de março, o pedido de 18 páginas feito pela Polícia Federal argumenta em seu despacho que a empresa não impediu contas divulgarem conteúdos criminosos, como pedofilia, fake news e tráfico de drogas. A omissão da empresa foi salientada várias vezes no documento. O descumprimento que resultou no banimento foi relativo às determinações judiciais ao proibir conteúdos disseminadores de notícia falsa, entre eles o do influenciador digital Allan dos Santos investigado no Inquérito das Fake News. O STF afirmou que a suspensão só será levantada quando as omissões do Telegram forem corrigidas. O documento é baseado no Marco Civil da Internet.
Carlos Affonso Souza, diretor do ITS-Rio, traz que a decisão é inédita no país por juntar as formas de bloqueio testadas anteriormente e impor novas sanções. A ação opera em três frentes. O aplicativo precisará ser removido de lojas de aplicativo como a Apple, Microsoft e Google. O Telegram também será barrado de operadoras de internet e empresas de infraestrutura de rede. Por fim, foi determinado uma multa de até R$ 100 mil por dia para empresas de telefonia ou pessoas físicas e jurídicas burlassem o bloqueio e de R$ 500 mil por dia para o Telegram se as decisões do STF não forem cumpridas, como a retirada de fake news sobre as urnas eletrônicas feitas por Bolsonaro.

## Descumprimentos
A empresa descumpriu seis ordens e ignorou quatro tentativas de contato do STF em menos de um ano. Entre eles estão o descumprimento da ordem para a retirada de uma postagem de Jair Bolsonaro sobre o vazamendo de de documentos da Polícia Federal sobre o ataque hacker à justiça eleitoral em 2018, o não bloqueio os canais @allandossantos, @artigo220 e @tercalivre, do blogueiro Allan do Santos, e deixou de passar informações sobre os canais, ou se Allan criou novos canais e se eles foram bloqueados e não bloqueou os canais  @jairbolsonarobrasil/2030 e @claudiolessajornalista.

## Experiência alemã

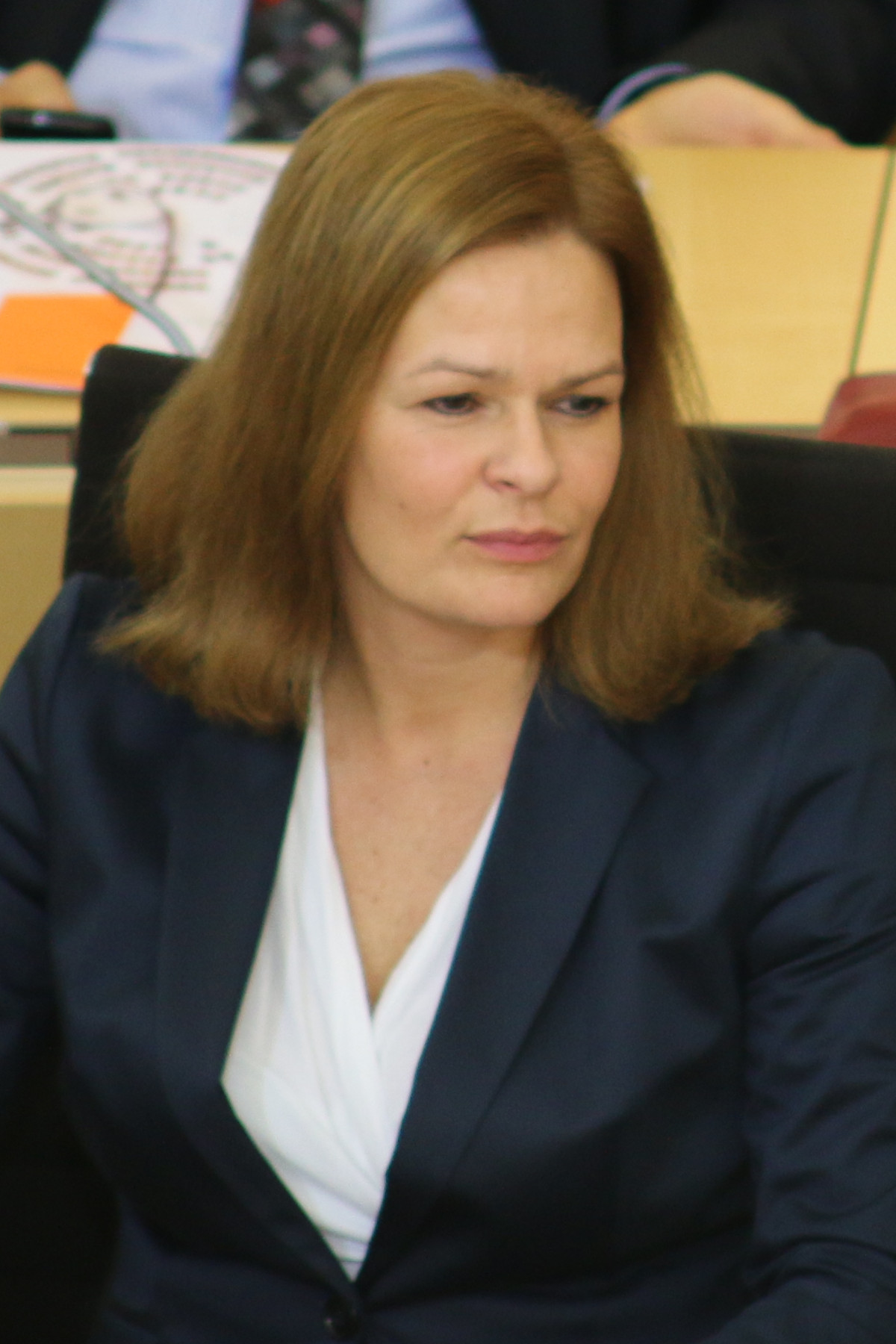
Nancy Faeser, ministra que pressionou o Telegram na Alemanha

A Alemanha passou por uma situação parecida com a brasileira. 60 perfis que postavam desinformação sobre a Covid-19 foram bloqueados em fevereiro no país após semanas do governo tentando contatar representantes do Telegram. O governo já foi alertado há anos do que estava acontecendo no aplicativo, mas a ação só foi tomada quando as ameaças se tornaram mais óbvias. Por exemplo, membros do governo foram ameaçados pelos extremistas. As contas foram removidas após pressão do governo, ameaça de bloqueio e aplicação de multas. O bloqueio foi liderado pela ministra do Interior do governo de Olaf Scholz, Nancy Faeser. O TSE entrou em contato com o representantes da Alemanha para estudar o caso. Os técnicos alemães apontam que isso só foi possível após ameaçar bens da empresa dentro e fora do país.
Há vários fatores apontados que explicam o ploriferamento de mensagens falsas no Telegram na Alemanha. A primeira é a lei NetzDG (Lei de Melhorias na Aplicação das Leis em Redes Sociais, em português). A lei obriga plataformas com mais de 2 milhões de usuários a manterem canais para denúncias e remover ou bloquar o conteúdo 24 horas após sua publicação. A lei não se aplicava para aplicativos de envio de mensagens individuais, mas após meses de debate o Ministério da Justiça entendeu que o Telegram deveria ser incluído. Também havia pressão dos outros aplicativos para moderar o conteúdo sobre Covid-19. Mesmo com os primeiros resultados alcançados, críticos dizem que a legislação deve ser fortalecida para evitar futuros abusos. Um caminho seria a criação de uma legislação em escala internacional, como a Lei de Serviços Digitais da Comissão Europeia, que está sendo formada no Parlamento Europeu desde dezembro de 2020.

## Resposta do Telegram

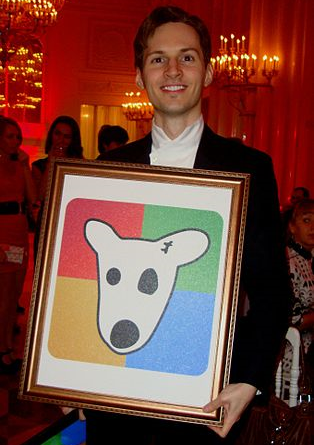
Pavel Durov afirmou que os e-mails do STF foram perdidos

O fundador do Telegram, Pavel Durov, pediu desculpas ao STF, dizendo que um problema técnico o impediu de receber um e-mail sobre um pedido de suspensão em março. De acordo com ele, as últimas três semanas foram muito movimentadas dentro do Telegram.
"Parece que tivemos um problema com emails entre os endereços corporativos do telegram.org e o Supremo Tribunal Federal do Brasil. Como resultado dessa falha de comunicação, o tribunal decidiu bloquear Telegram por não responder."
Durov também lembrou do cumprimento do pedido de bloqueio dos canais de Allan dos Santos. De acordo com Durov, na ocasião foi sugerido que o STF enviasse notificações para um endereço de e-mail dedicado. Ele também pediu mais alguns dias para cumprir as ordens.

## Furo do bloqueio e combate ao crime
A Folha de S.Paulo consultou especialistas em segurança digital para falar sobre o assunto. Guilherme Klafke da FGV diz que não existe lei que criminalize a conduta dos usuários e que o bloqueio pode ser facilmente burlado. Marcos Antônio Simplício Júnior, especialista em cibersegurança da Escola Politécnica da USP, traz que bloquear o DNS não vai adiantar pois pode ser facilmente trocado pelo usuário e o bloqueio de IP pode ser burlado por proxy ou VPN. Técnicos do TSE disseram reservadamente à BBC que o bloqueio não impede as ações criminosas pois os indivíduos ainda vão conseguir acessar a plataforma de outras formas, e que a fiscalização é difícil. Técnicos das operadoras consultados em anonimato afirmaram que o bloqueio pode ser furado sim, mas que as empresas ainda poderão monitorar com facilidade os indivíduos que assim o fizerem. Uma investigação feita pelo site Aos Fatos revelou que canais bolsonaristas já estão divulgando estratégias para driblar o bloqueio ou ir para aplicativos alternativos, como o Gettr.
Consultados pelo Poder360, a advogada especialista em direito eleitoral Karina Kufa diz que nenhuma plataforma tem controle total sobre o conteúdo divulgado nela. O professor de direito eleitoral e digital Alexandre Basílio traz que a API bot do Telegram é aberta, facilitando o uso automatizado de bots para fiscalização. O pesquisador de Deep Learning pela UnB Diego Dorgam traz que diferente do Whatsapp, qualquer pessoa pode procurar os grupos dentro do próprio Telegram, que torna mais fácil a identificação de criminosos.

## Reações
Wilson Diniz Wellisch da Anatel foi ordenado a cumprir as ordens em 24 horas. A Anatel já se pronunciou dizendo que encaminhou a decisão judicial para as devidas entidades. A Vivo, Claro, Oi e Tim estão trabalhando para efetivar o bloqueio o quanto antes. A Conéxis se pronunciou dizendo que as empresas acataram a decisão judicial. A previsão é que o bloqueio seja efetivado até o dia 22. A Tim enviou uma mensagem informando seus clientes que o Telegram será desativado no dia 21.
A base governista acredita que a manobra tenha sido feita visando prejudicar o presidente Jair Bolsonaro nas eleições de 2022. Bolsonaro também já teve várias de suas postagens apagadas de redes sociais como Facebook, Twitter e Youtube. Eles acreditam que o bloqueio será como após a facada que Bolsonaro levou em 2018, tendo o efeito de unir os bolsonaristas. A deputada Carla Zambelli (PL-SP) declarou no Twitter que está revoltada com a decisão e que o Telegram é a "única ferramenta atual na qual temos liberdade de expressão." Bia Kicis (PSL-DF) citou o bloqueio nas redes sociais e falou que o Brasil é "um país inseguro para se investir e se viver." Allan dos Santos disse para a Jovem Pan que Alexandre de Moraes precisa parar ou ser parado, e que o povo brasileiro não aceitaria essa atrocidade. De acordo com o blogueiro, as ações não têm embargo político e que teriam como objetivo prejudicá-lo financeiramente. Consultado pela Folha de S.Paulo, Solano de Camargo, presidente da comissão de Privacidade e Proteção de Dados da OAB-SP, avalia a medida como inconstitucional por punir todos os usuários pela má conduta de alguns. Jorge Pontual disse no programa Em Pauta da GloboNews que o bloqueio é um ato de censura e que uma pessoa sozinha não pode decidir o que é fake news ou não. Também disse que o bloqueio atrapalharia a cobertura da Guerra na Ucrânia, já que o presidente Volodymyr Zelensky usa a plataforma para divulgar notícias. Outros que se pronunciaram negativamente são Carlos Jordy, Adrilles Jorge, Alceu Moreira e Bruno Engler. Memes sobre o bloqueio viralizaram e a hashtag #telegram ficou no treding topics no Twitter.
O ministro da justiça Anderson Torres declarou que a decisão foi repentina e monocrática, e que determinou diversos setores do Ministério da Justiça achem uma solução. O Ministério da Ciência, Tecnologia e Inovações entende que os aplicativos são serviços essenciais para a comunicação em massa, e que o Marco Civil da Internet não deve ser usado para a suspensão total dos mesmos. Além disso, foram feitas críticas a falta de cooperação dos aplicativos e pede por soluções alternativas. O Partido Novo repudiou o bloqueio, dizendo que prejudicará milhões de brasileiros utilizam o aplicativo para trabalhar e que afeta a liberdade do cidadão. O Whatsapp se pronunciou dizendo que bane conteúdo de pornografia infantil assim que é notificado e o denuncia para o NCMEC (Centro Nacional de Crianças Desaparecidas e Exploradas em português). Também disse que a empresa está colaborando com o TSE para o combate de fake news nas eleições presidenciais de 2022.
Jair Bolsonaro disse que a decisão é inadmissível, e que pode levar a óbitos por falta de contato entre pacientes e médicos. Também afirmou que não vai tomar decisões agressivas. Ressaltou em tom de pré-campanha que quem for eleito elegerá dois ministros para o STF. Disse de forma vaga sobre uma possível ameaça à liberdade.
"O que é de pior para nós em medida da minha parte é o caos no Brasil. O que está em jogo é a nossa liberdade, bem maior que a nossa própria vida."
O incidente teve repercussão internacional em jornais como Aljazeera, Bloomberg e The Wall Street Journal.

## Disputa legal
No dia em que a decisão foi anunciada, Anderson Torres disse que estava estudando uma maneira de manter o Telegram no ar. A AGU foi acionada para resolver o caso. O advogado-geral da União, Bruno Bianco Leal, entrou com uma medida cautelar ao STF contra o bloqueio, que foi direcionado à ministra Rosa Weber. A ministra é uma relatora contra as decisões do STF de quebrar o sigilo de mensagens do Whatsapp e a suspensão do aplicativo por algumas horas. A medida cautelar argumenta que as sanções são de natureza administrativa, portanto não devem ser aplicadas no âmbito judicial, que o bloqueio só é previsto se houver desrespeito à privacidade e não por descumprimento de ordem judicial e que as únicas atividades que podem ser suspensas são acoleta, armazenamento, guarda e tratamento de registros de dados pessoais ou de comunicações. Também adiciona que os usuários não podem ser punidos.

## Desbloqueio
O e-mail foi encontrado e um relatório foi enviado para o STF e para a PF, com o cumprimento parcial dos pedidos. 36 canais de Allan dos Santos foram bloqueados, e o Telegram afirmou que a remuneração de canais não é comum na plataforma. Foi prometido a criação de uma estrutura para responder questões como essa mais rapidamente.
Pelo contato entre o STF e a empresa ter sido restabelecido, Alexandre de Moraes deu 24 horas para o Telegram cumprir as ordens. O Telegram cumpriu 7 das 10 exigências do STF, faltando indicar o seu representante no Brasil, bloquear o perfil @claudiolessajornalista e dizer as providências que estão sendo tomadas no combate de fake news.
As faltas foram corrigidas no dia seguinte. O Telegram afirmou colaboração com o TSE e enviou um relatório dizendo que combaterá desinformação monitorando os 100 canais mais populares brasileiros e os canais vinculados a outras mídias, promoverá informações verificadas avisará quando o conteúdo não for preciso, restringirá mensagens públicas de usuários banidos por espalhar fake news e remodelará o coneúdo conforme a legislação brasileira. O advogado Alan Campos Elias Thomaz, especializado em direito cibernético e internet, foi nomeado o representante da plataforma no Brasil. No dia 20 de março, Moraes revogou o bloqueio, mas o inquérito civil  no Ministério Público Federal contra a empresa continua em tramitação.

## Colaboração com o TSE
No dia 25 de março, o Telegram entrou no programa de enfrentamento às fake news durante as eleições do TSE. No dia 6 de junho, o ministro Edson Fachin recebeu Ilya Perekopsky, vice-presidente do Telegram, e Alan Tomaz, o representante legal do Telegram no Brasil, e foi anunciado uma série de medidas exclusivas da plataforma no Brasil para o combate às fake news. Mensagens detectadas como falsas ou descontextualizadas serão enviadas para agências de checagem do Telegram e marcadas como passíveis de desinformação. Usuários também serão capazes de marcar e denunciar conteúdo para a plataforma. Ilya afirma que caso o projeto for um sucesso, será utilizado em outros países. O vice-presidente também afirmou o compromisso da empresa com a legislação brasileira e garantiu que responderá o TSE o mais rápido possível durante as eleições. Fachin também elogiou a postura da empresa, por estar ativamente construindo sua relação com o TSE nos últimos meses. O secretário de Tecnologia da Informação do TSE, Julio Valente, também apresentou outras medidas que auxiliariam o tribunal, como o registro de origem de publicações maliciosas. Como resposta, Ilya afirmou que algumas das sugestões são impossíveis de implementar devido à natureza do Telegram, mas que as restantes serão estudadas.
No dia seguinte, Ilya e Alan Thomaz se reuniram com Jair Bolsonaro em um evento fora da agenda presidencial, que os questionou o que havia sido discutido com Edson Fachin. Bolsonaro afirma em suas redes sociais que foi uma "ótima conversa sobre a sagrada liberdade de expressão, democracia e cumprimento da Constituição."
Apesar disso, o delegado Cléo Mazzotti, da Polícia Federal, afirma que entrou em contato com os novos representantes referente à investigações em andamento e que as respostas do Telegram não são efetivas. Alguns delegados até mesmo deixaram de contatar a empresa por não obterem respostas. O aplicativo continua sendo um dos meios mais seguros para cometer crimes e ainda é visto com preocupação nas eleições de 2022 por conta das fake news. Ele avalia ainda que a comunicação está sendo feita e não há a necessidade de acionar o STF.

## Bloqueio de 2023
Em 2023, o aplicativo de mensagens Telegram foi novamente bloqueado no Brasil, o que teve repercussão internacional.
No dia 13 de abril, a Secretaria Nacional do Consumidor (Senacon) já havia pedido para que as plataformas online indicassem o que fariam para combater conteúdos que incitem a violência. Wadih Damous, secretário do órgão, afirmou que o Telegram “tradicionalmente, é de difícil contato”, fala que foi reiterada pelo Ministro da Justiça Flávio Dino. Em 20 de abril de 2023, a Polícia Federal do Brasil deu 24 horas para que o Telegram divulgasse todos os dados sobre grupos neonazistas da plataforma, depois que a investigação sobre o ataque a escolas em Aracruz, que deixou quatro mortos, descobriu a interação do assassino, de 16 anos, com grupos com conteúdos antissemitas no aplicativo. Caso contrário, o aplicativo seria suspenso. No dia 21 de abril, o Telegram divulgou parte dos dados, mas não forneceu os números de telefone. Em razão disso, no dia 26 de abril, o juiz Wellington Lopes da Silva determinou a suspensão da plataforma e pediu para que as empresas de telefonia Vivo, Claro, Tim e Oi não permitissem o acesso ao app e que o aplicativo fosse removido da App Store e do Google Play. Além disso, foi ampliada a multa aplicada ao Telegram de 100 mil reais para 1 milhão por dia. Na decisão, o juiz Wellington escreveu que "os fatos demonstrados pela autoridade policial revelam evidente propósito do Telegram de não cooperar com a investigação em curso (relativa a fato em tese criminoso do mais elevado interesse social)".
Partidos como o Partido Liberal (PL) e o Partido dos Trabalhadores (PT), políticos como Carlos (Republicanos-RJ) e Flávio Bolsonaro (PL-RJ), Arthur do Val (UNIÃO-SP) e Sergio Moro (UNIÃO-PR) e veículos de notícia, como CNN Brasil, O Antagonista, Sputnik Brasil, Metrópoles, Congresso em Foco e Gazeta do Povo continuaram utilizando seus canais após o bloqueio.
No dia 29 de abril, o juiz federal Flávio Lucas, da 2ª Turma Especializada do Tribunal Regional Federal da 2ª Região (TRF-2), suspendeu o bloqueio, mas manteve a multa, alegando que a ordem judicial não era razoável por afetar milhares de brasileiros.
No dia 4 de maio, o Telegram respondeu que havia sim enviado os dados pedidos à Senacon sobre o combate a violência no dia 24 de abril, pois a empresa não havia sido incluída no primeiro pedido da secretaria no dia 13, sendo recebido apenas no dia 20. As informações foram encaminhadas no primeiro dia útil após o pedido. A Senacon respondeu que de fato havia cometido o erro, mas que "o Telegram possui um histórico comportamento de não cooperação com as autoridades brasileiras, dos diferentes Poderes da República, em temas sensíveis para a população". Também afirmou que a falta de representação no país dificultou o contato.